# Flughafen Bukarest-Băneasa

i7
i11
i13
Der Flughafen Bukarest-Băneasa – Aurel Vlaicu (rum. Aeroportul Internațional București Băneasa – Aurel Vlaicu, IATA-Code: BBU, ICAO-Code: LRBS) ist nach Bukarest Henri Coandă der zweite, kleinere Flughafen der rumänischen Hauptstadt Bukarest und fertigte lange nur Geschäftsflieger ab. Seit 2025 werden wieder regulär Linienflüge angeboten.

## Geschichte
Der heutige Flughafen wurde bereits seit 1909 für Flüge genutzt, unter anderem durch Louis Blériot. In den Jahren 1947 bis 1948 richtete die staatliche TAROM dort ihre Hauptbasis ein. Namensgeber Aurel Vlaicu (1882–1913) war ein rumänischer Flugpionier.
Während der Zeit vom 10. Mai bis zum 15. August 2007 wurden größere Bauarbeiten durchgeführt, weswegen der Flughafen geschlossen blieb und die Flüge zum benachbarten und größeren Flughafen Bukarest Henri Coandă umgeleitet wurden. Die Start- und Landebahn erhielt im Zuge der Renovierung einen neuen Belag. Ein Teilstück von ca. 800 m wurde erst im Januar 2008 freigegeben. Bis dahin wurde eine verkürzte Start- und Landebahn genutzt.
Im April 2012 zogen alle Flüge nach Bukarest-Otopeni um, da Băneasa seither ausschließlich dem Geschäftsreiseverkehr dient.
Der Flughafen hatte zuvor in erster Linie als Basis für die beiden Billigfluggesellschaften Blue Air und Wizz Air gedient, die von hier aus zahlreiche europäische Ziele, darunter Barcelona und Dublin, bedienten. Auch die deutsche Germanwings flog Bukarest-Băneasa von Berlin, Köln/Bonn und Stuttgart aus an. Seit 2025 bedient Wizz Air wieder mehrmals die Woche von Băneasa aus Flüge nach Krakau, Neapel und Abu Dhabi.

## Abfertigungsgebäude

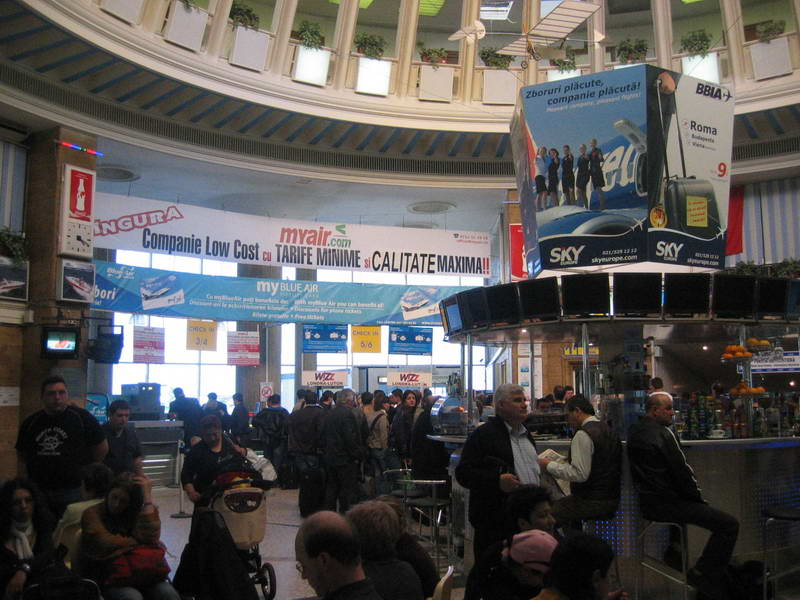
Innenansicht des Terminals

Der Flughafen verfügt über ein historisches Terminalgebäude für alle Ankünfte und Abflüge, das auf Grund des bestehenden Denkmalschutzes und Platzmangels nicht erweitert oder grundlegend modernisiert werden kann.

## Verkehrsanbindung
Bus: Es gibt 2 Express-Buslinien in die Innenstadt, Linie 780 und Linie 783. Die Linie 780 verkehrt zum Gara de Nord, die Linie 783 über die wichtigsten Plätze in der Innenstadt, u. a. Piața Charles de Gaulle, Piața Victoriei, Piața Romană, Piața Universității, zum Piața Unirii. Zudem verbinden beide Linien den Flughafen Bukarest-Băneasa mit dem Flughafen Bukarest-Otopeni.